# 丰斯多夫
丰斯多夫是奥地利施泰尔马克州穆尔河谷县的一个市镇。总面积54.62平方公里，总人口8264人，人口密度151.3人/平方公里（2005年）。